# Billbergia robert-readii
Billbergia robert-readii är en gräsväxtart som beskrevs av Elvira Angela Gross och Werner Rauh. Billbergia robert-readii ingår i släktet Billbergia och familjen Bromeliaceae. Inga underarter finns listade i Catalogue of Life.